# 킹콩 대 고지라
《고질라 4 - 킹콩 대 고질라》(King Kong Vs. Godzilla)는 일본에서 제작된 혼다 이시로 감독의 1962년 SF, 액션, 판타지, 가족 영화이다. 타카시마 타다오 등이 주연으로 출연하였고 존 벡 등이 제작에 참여하였다.

## 출연

### 주연
- 타카시마 타다오
- 사하라 켄지

### 조연
- 후지키 유
- 아리시마 이치로
- 타자키 준
- 히라타 아키히코
- 하마 미에

## 기타
- 미술: 아베 테루아키
- 미술: 키타 타케오